# Fissidens capitatus
Fissidens capitatus là một loài Rêu trong họ Fissidentaceae. Loài này được Hook. f. & Wilson mô tả khoa học đầu tiên năm 1844.